# Boechera languida
Boechera languida är en korsblommig växtart som först beskrevs av Reed Clark Rollins, och fick sitt nu gällande namn av Windham och Al-shehbaz. Boechera languida ingår i släktet indiantravar, och familjen korsblommiga växter. Inga underarter finns listade i Catalogue of Life.